# اخراج از کشور

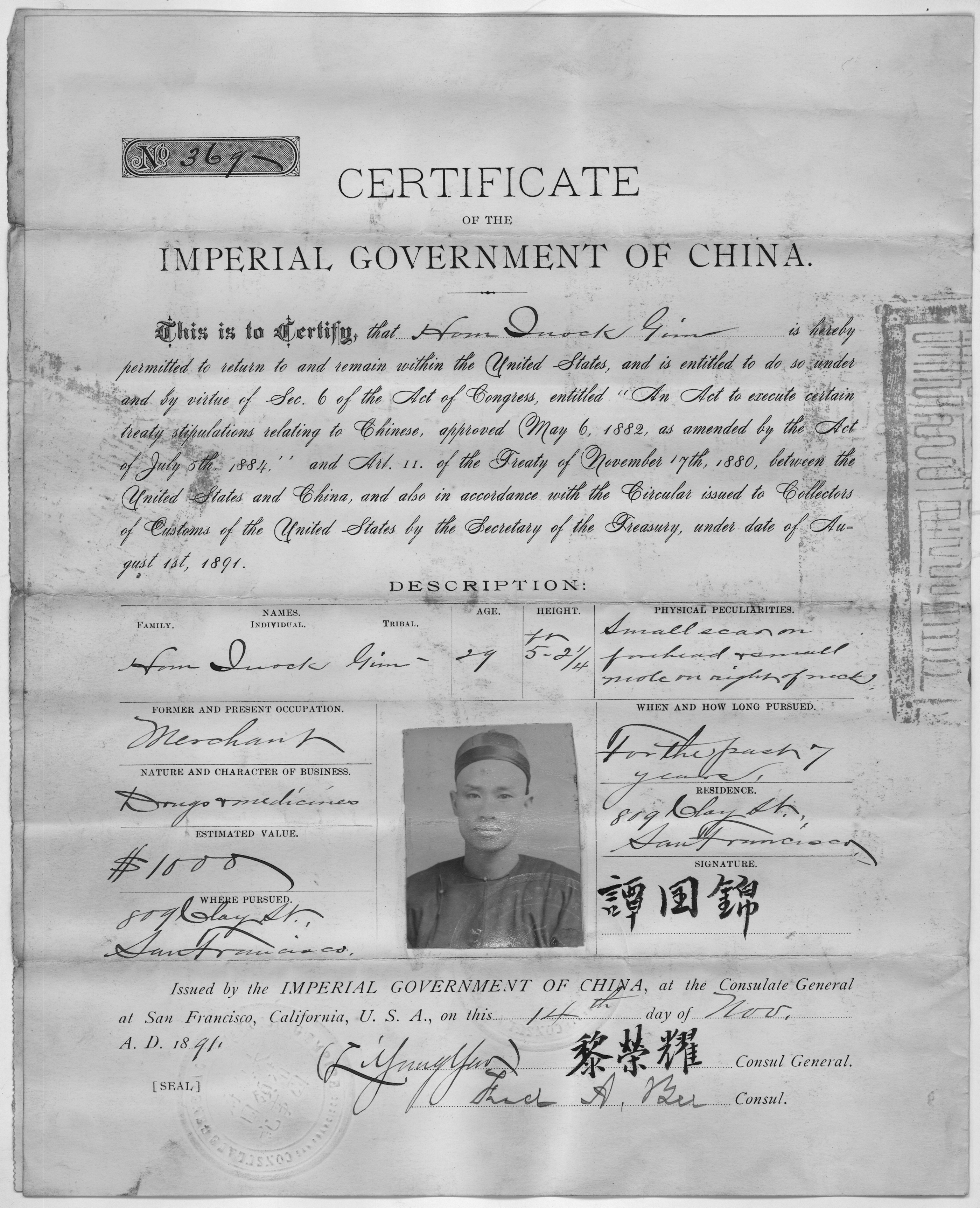
گواهی هویت فردی که در دوران قانون اخراج چینی‌ها به دنبال ورود مجدد به ایالات متحده بوده است؛ از سوابق اخراج چینی‌ها در دادگاه ناحیه‌ای ایالات متحده، شهرستان لس‌آنجلس، کالیفرنیا.

اخراج از کشور، دیپورت یا بیرون‌رانی به اخراج یک فرد یا گروهی از افراد از سوی یک دولت از قلمروی حاکمیتیِ خود است. تعریف دقیق این مفهوم، بسته به مکان و زمینهٔ استفاده و همچنین با گذر زمان تغییر می‌کند.  فردی که از کشور اخراج شده یا حکم اخراج برای او صادر شده، «دیپورت‌شده»، «بیرون‌رانده» یا «اخراج‌شده» نامیده می‌شود. 

## تعریف
تعاریف اخراج از کشور متفاوت‌اند: برخی آن را شامل «انتقال به خارج از مرزهای یک کشور» می‌دانند (که آن را از انتقال اجباری متمایز می‌سازد)،   برخی دیگر آن را «اجرای واقعیِ حکم اخراج در مواردی که شخص مورد نظر داوطلبانه از آن تبعیت نمی‌کند» تلقی می‌کنند، و برخی نیز میان اخراج مهاجران قانونی  و اخراج مهاجران غیرقانونی تمایز قائل می‌شوند. 
در کلی‌ترین معنا، بر اساس تعریف سازمان بین‌المللی مهاجرت (IOM)، «اخراج» (به انگلیسی: expulsion) و «دیپورت» (به انگلیسی: deportation) در زمینهٔ مهاجرت مترادف در نظر گرفته می‌شوند و این سازمان می‌افزاید: «واژگان مورد استفاده در سطح داخلی یا بین‌المللی درباره‌ی اخراج (expulsion) و دیپورت (deportation) یکسان نیست، اما تمایل واضحی وجود دارد که از اصطلاح اخراج برای اشاره به حکم قانونی ترک قلمرو یک کشور استفاده شود، و از اصطلاح جابجایی یا دیپورت برای اشاره به اجرای واقعی چنین حکمی در مواردی که فرد مربوطه به‌طور داوطلبانه آن را انجام نمی‌دهد.»
بر اساس نظر دادگاه حقوق بشر اروپا، اخراج دسته‌جمعی هرگونه اقدامی است که گروهی از اتباع غیرملی را مجبور به ترک کشور می‌کند، مگر زمانی که چنین اقدامی بر اساس بررسی منطقی و عینی وضعیت هر فرد غیرملی از آن گروه انجام شده باشد. اخراج گسترده ممکن است زمانی نیز رخ دهد که اعضای یک گروه قومی صرف‌نظر از تابعیتشان از یک کشور اخراج شوند. اخراج دسته‌جمعی یا اخراج به صورت انبوه، توسط چندین سند حقوق بین‌الملل ممنوع شده است. 

## مخالفت
بسیاری اخراج‌ها را غیرانسانی می‌دانند و همچنین در اثربخشی آن‌ها شک و تردید دارند. برخی به‌طور کامل با هرگونه اخراج مخالفت می‌کنند، در حالی که دیگران معتقدند بردن فردی به سرزمینی بیگانه بدون رضایت او، عملی غیرانسانی است.